# Lauren Woolstencroft
Lauren Woolstencroft (* 24. November 1981 in Calgary, Alberta) ist eine kanadische Ski-Alpin-Fahrerin und mehrfache Siegerin bei Paralympischen Spielen.

## Werdegang
Lauren Woolstencroft fehlten von Geburt an die Extremitäten unterhalb der Knie sowie distal (unterhalb) des linken Ellbogens. Dennoch begann sie bereits im Alter von vier Jahren beim Familienurlaub in Whitefish (Montana) mit dem Skifahren. Sie wurde 1998 in das Canadian Para-Alpine Ski Team (CPAST) aufgenommen, nachdem sie sich mit 14 Jahren dem Alberta Disabled Ski Team angeschlossen und erste Wettkämpfe bestritten hatte.
Sie startet mit Prothesen in der Wettkampfklasse „stehend“. Die 1,72 m und 56 kg schwere Athletin gewann in ihrer Karriere zahlreiche Meisterschaften und Titel. Herausragend sind ihre Ergebnisse bei Paralympischen Spielen. Sie wurde 2002 „Athletin des Jahres“ in British Columbia nach ihrer ersten Teilnahme an Paralympics 2002 in Salt Lake City. Dort holte sie die Goldmedaillen im Super-G und im Slalom, dazu kam eine bronzene Medaille im Riesenslalom. In dieser Disziplin siegte sie 2006 in Turin, konnte jedoch den Sieg im Super-G nicht wiederholen, als sie Zweite hinter der Französin Solène Jambaqué wurde. Die Abfahrt beendete sie auf dem vierten Rang. In Vancouver 2010 war sie mit fünf Goldmedaillen bei fünf Starts die überragende Sportlerin in den Alpindisziplinen. Zum ersten Mal siegte sie in der Abfahrt und triumphierte auch in der erstmals ausgetragenen Super-Kombination, dazu kamen erste Plätze in Slalom, Riesenslalom und Super-G in Whistler Creekside. Damit war sie neben der Skilangläuferin und Biathletin Verena Bentele die erfolgreichste Athletin der Paralympics. Sie gehört damit zu den erfolgreichsten Athleten bei Paralympics überhaupt und zu einer kleinen Gruppe Sportler mit insgesamt fünf Siegen während einzelnen Paralympischen Spielen.
Neben ihren paralympischen Erfolgen gewann Woolstencroft bis 2010 insgesamt acht Weltmeisterschaften sowie zahlreiche internationale Bewerbe. Im schweizerischen Sion gelang ihr 2000 ein Dreifachsieg in Abfahrt, Riesenslalom und Slalom, 2004 in Wildschönau gewann sie den Titel im Super-G. 2007 war sie Athletin des Jahres (IPC Athlete of the Year) des Internationalen Paralympischen Komitees. Außerdem war sie 1999, 2002 und 2004 Para-Alpine Athlete of the Year (Para-Alpin-Skisportler des Jahres) sowie 2006 Para-Alpine Female Athlete of the Year (Para-Alpin-Skisportlerin des Jahres). Sie ist vielfache kanadische Meisterin.
Woolstencroft studierte Elektrotechnik an der University of Victoria, sie schloss 2005 mit dem Bachelor ab und arbeitet für den Energieversorger British Columbia Hydro and Power Authority. Sie lebt in North Vancouver.

## Erfolge
Paralympische Spiele
- 2010 – 5×Gold (Slalom, Riesenslalom, Super-G, Abfahrt, Super-Kombination)
- 2006 – 1×Gold (Riesenslalom), 1×Silber (Super-G)
- 2002 – 2×Gold (Super-G, Slalom), 1×Bronze (Riesenslalom)

IPC Weltcup
- Gesamtweltcup – 2006, 2008
- Disziplinweltcup Abfahrt – 2001
- Disziplinweltcup Super-G – 2001, 2006, 2008
- Disziplinweltcup Riesenslalom – 2000, 2006, 2008
- Disziplinweltcup Slalom – 2008
- Disziplinweltcup Kombination – 2008

Weltcupsiege
- 2008 – 13 Siege
- 2007 – 9 Siege
- 2006 – 6 Siege